# 国鉄シキ670形貨車
国鉄シキ670形貨車（こくてつシキ670がたかしゃ）は、1971年（昭和46年）5月1日に日本車輌製造で1両のみ製造された、120 トン積み吊り掛け式大物車である。1974年（昭和49年）9月26日に日本車輌製造にて110 トン積み分割落し込み式の梁が追加されて、当初からの吊り掛け式梁がシキ670B、追加された分割落し込み式梁がシキ670Cとなっている。車籍は当初日本国有鉄道で、1987年（昭和62年）の国鉄分割民営化に際しては、日本貨物鉄道（JR貨物）に継承された。
足回りは、タキ43000形などと同じベッテンドルフ式のTR210形二軸ボギー台車を合計6台12軸装備している。車端側に台車2台に渡した台車上枠を装備しており、この台車上枠の中心と車体中央側の台車の間に渡しかけた枕枠があって、この上に荷受梁を載せている。空気ブレーキはK弁とUC形シリンダーを組み合わせた手動積空切り替え方式のものである。最高運転速度は空車時75 km/h、積車時45 km/hである。
B梁は、ガーダー構造の全溶接組み立てでできている。空車時全長は19,580 mmである。
C梁は、全長28,080 mmで、貨物積載部の長さは12,000 mm、幅は2,010 mmであった。
三菱電機所有の私有貨車で、常備駅は西浜信号場であった。2003年（平成15年）11月に上組所有に変更となり、2005年（平成17年）5月にB梁・C梁ともに廃車となった。